# Magnus Jónsson, Earl of Caithness
Magnus Jónsson, Earl of Caithness und Earl of Orkney (auch Magnus V, Earl of Caithness; auch Jarl von Orkney) (* um 1290; † zwischen April 1320 und August 1321) war ein norwegisch-schottischer Magnat.

## Herkunft und Vormundschaft
Magnus war ein Sohn von Jón Magnússon, Earl of Caithness. Wie mehrere Angehörige seiner Familie wurde er nach Magnús Erlendsson († um 1115), seinem heiliggesprochenen Vorfahren benannt. Sein Vater hatte als Jarl von Orkney unter norwegischer Oberherrschaft und als Earl of Caithness unter schottischer Oberherrschaft gestanden. Er starb vor 1303, denn in diesem Jahr vergab der englische König Eduard I., der Schottland weitgehend erobert hatte, die Vormundschaft über Magnus und die Verwaltung von Caithness an Weland of Stiklaw. Weland of Stiklaw hatte zu Beginn des Krieges gegen England Schottland verlassen und war nach Norwegen geflohen. Der norwegische König Håkon V. hatte wahrscheinlich vor 1303 Weland zum Verwalter von Orkney und zum Vormund für Magnus auf Orkney ernannt. Dies war die erste bekannte Minderjärigkeitsverwaltung der Orkneyinseln. Wenn der Erbe noch minderjährig gewesen war, war bislang die Vormundschaft an andere männliche Familienmitglieder gefallen. Der neue norwegische König war stark durch das deutsche Feudal- und Erbrecht geprägt worden. Weland wird letztmals Anfang 1307 erwähnt. Aufgrund seiner Minderjährigkeit nach Magnus nicht an den Kämpfen des Schottischen Unabhängigkeitskriegs teil. Er war 1309 noch minderjährig, und erst vor 1312 übernahm er als Earl of Caithness und Jarl von Orkney die Verwaltung seines Erbes.

## Tätigkeit als Earl of Caithness und Jarl von Orkney
Wie über seinen Vater und weitere Vorfahren von ihm ist auch über Magnus Jónsson nur wenig bekannt. Als Magnat, dessen Besitzungen zu zwei unterschiedlichen Königreichen gehörten, hatte er eine schwierige Position. Zwischen Schottland und Norwegen und um die Grenzen ihrer Einflussgebiete bestand in Nordschottland eine Rivalität, doch 1312 konnte der schottische König Robert I. mit norwegischen Gesandten in Inverness eine Erneuerung des 1266 geschlossenen Friedens von Perth aushandeln. Als Earl of Caithness beschwor Magnus den Frieden für den schottischen König, doch als norwegischer Jarl von Orkney besiegelte er den Vertrag. Im Frühjahr 1313 zahlte er auf den Orkney-Inseln in Gegenwart von Bischof Farquhar von Caithness insgesamt 600 Mark an Vertreter des norwegischen Königs. Damit zahlt er im Auftrag des schottischen Königs für die letzten sechs Jahre die Gebühr, die der schottische König nach dem Frieden von Perth dem norwegischen König schuldete. Im April 1320 besiegelte er als siebter Earl die Declaration of Arbroath. Von seiner Tätigkeit in Orkney ist nur bekannt, dass wahrscheinlich im Frühjahr 1320 Bischof William von Orkney in Magnus Gegenwart geschworen hatte, seine Diözese besser zu verwalten und den Kirchen die ihnen zustehenden Einkünfte zu zahlen.

## Ehe und Nachkommen
Vor Frühjahr 1320 hatte Magnus eine Katherine geheiratet, deren Herkunft unbekannt ist. Mit ihr hatte er mindestens einen Sohn, der bei seinem Tod noch minderjährig war. Im August 1321 beschwerte sich der schottische König bei den Vögten, die wohl nach Magnus Tod für den norwegischen König Orkney verwalteten, dass Rebellen auf Orkney Zuflucht finden würden. 1329 erwarb Magnus Witwe Katherine im eigenen Namen Landbesitz auf Orkney. Als Verwalter von Caithness setzte der schottische König 1321 Henry Sinclair als Verwalter von Caithness ein. Der Sohn und Erbe von Magnus starb um 1330, bevor er volljährig geworden war und sein Erbe übernehmen konnte. Daraufhin fielen Caithness und Orkney an Malise, 8. Earl of Strathearn, den Urenkel einer Schwester von Magnus Großvater Magnus Gilbertson, Earl of Caithness.